# Reziprokes Dumping
Reziprokes Dumping (englisch reciprocal dumping) entsteht, wenn es durch Dumping zu einem beiderseitigen Austausch ein und desselben Produktes kommt. Im internationalen Handel ist es sehr selten, dass sich gleichartige Güter zur selben Zeit in beide Richtungen bewegen. Dies ist eher bei intraindustriellem Handel wahrscheinlich.

## Begriffsbestimmung
Reziprok stammt aus dem lateinischen (reciprocus) und bedeutet so viel wie „aufeinander bezüglich“, „wechselseitig“. Mathematisch bedeutet es „umgekehrt“ oder „reziproker Wert“: dies ist der Wert, der durch das Vertauschen von Zähler und Nenner eines Bruches entsteht, also der Kehrwert.
Dumping (englisch to dump, abladen) ist eine Handelsmethode, bei der es zu einer Begünstigung inländischer Waren auf dem ausländischen Markt kommt. Dumping entsteht durch privatwirtschaftliche Initiative. Im internationalen Kontext spricht man von Dumping, „wenn der ausländische Preis eines Gutes geringer ist als der inländische Preis.“ Im allgemeinen Sprachgebrauch versteht man unter Dumping oft auch den Verkauf von Ware zu einem Preis unter ihrem tatsächlichen Wert.
Intraindustrieller Handel bezeichnet den Austausch von ähnlichen Produkten bzw. Waren. Auch kann er zum Teil für einen steigenden Umfang des Handels verantwortlich gemacht werden. Diese Art von Handel wird auch als „substitutiver Handel“ bezeichnet, da die Handelsgüter miteinander konkurrieren und sich auch gegenseitig austauschen lassen.

## Beispiel für die Entstehung reziproken Dumpings
Es gibt für ein und dasselbe homogene Gut, z. B. Ziegel, welche im Inland und im Ausland hergestellt werden, jeweils ein Ziegelunternehmen. D.h. sowohl der inländische wie auch der ausländische Markt wird von jeweils einem Monopolisten beherrscht. Diese beiden Monopolisten produzieren mit den gleichen konstanten Grenzkosten.
Auch existieren Transportkosten, welche bei einem Transport zwischen den Märkten entstehen würden. Wenn beide Monopolisten den gleichen Preis für ihr Gut nehmen würden, käme es zu keinem Handel. Wird jedoch Dumping zugelassen, kann es zu Außenhandel kommen. Bei dem Export des Gutes, der Ziegel, fallen Transportkosten an. Um den Preis am Inlandsmarkt nicht zu zerstören, wird ein Monopolist versuchen, das Angebot im Inland knapp zu halten. Wenn dieser außerdem einen Teil seiner Produktion im Ausland zu einem geringeren Preis (netto Transportkosten) absetzt, kann er dadurch seinen Gewinn erhöhen, ohne auf dem Inlandsmarkt den Preis zu senken. Dies kann insgesamt eine profitable Strategie sein.
Es entsteht Handel zwischen dem Inland und dem Ausland und dadurch ein Oligopol, obwohl es im Ausgangszustand keinen Preisunterschied zwischen Inland und Ausland gibt. Außerdem entsteht intraindustrieller Handel in ein und demselben Gut. Die Situation, in der Inland und Ausland Dumping betreiben, bezeichnet man nun als reziprokes Dumping.
D.h. eine Ziegelfabrik aus dem Land A transportiert ihre Ziegel in das Land B, gleichzeitig transportiert auch eine Ziegelfabrik aus dem Land B ihre Ziegel in das Land A.
Reziprokes Dumping weicht die vorhandene Struktur des Marktes auf, die ohne Dumping allein von zwei Monopolisten beherrscht werden würde. Güter werden aufgrund des Wettbewerbs der beiden Unternehmen zu einem niedrigeren Preis angeboten, so dass die Konsumentenrente steigt. Andererseits entstehen gesellschaftliche Kosten aufgrund des Transports der Waren von einem ins andere Land. Unter anderem fallen auch Kosten durch die mit dem Transport verbundene Umweltverschmutzung an. Reziprokes Dumping führt netto zu einer Steigerung der Wohlfahrt, wenn der Wohlfahrtsgewinn aufgrund niedrigerer Preise den Wohlfahrtsverlust aufgrund der Transportkosten übersteigt. Anderenfalls kommt es zu einem Wohlfahrtsverlust.